# Pla de Santa Bàrbara
Le Pla de Santa Bàrbara est un site archéologique de l'Âge du fer situé sur une colline au coeur de la commune de Montblanc (comarque de Conca de Barberà), dans la province de Tarragone, en Catalogne, en Espagne,. C'est un ancien village ibère de la tribu des Cessetani, occupé du IVe siècle av. J.-C. jusqu'à l'époque romaine au IIe siècle av. J.-C.

## Description

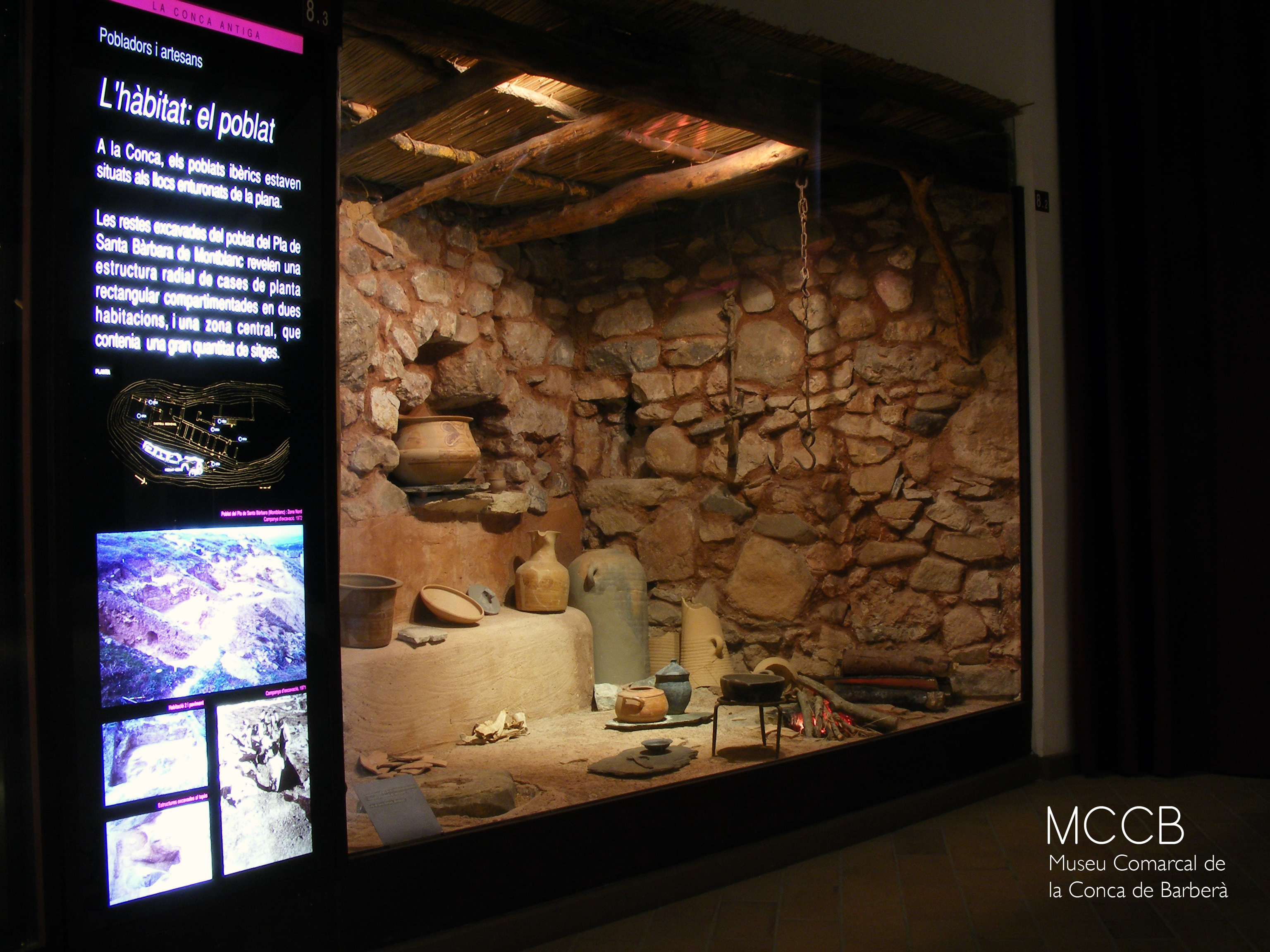
Reconstitution de l'intérieur d'une maison ibère

Les campagnes de fouilles archéologiques menées au XXe siècle sur la colline ont mis au jour une structure en forme de rayon, avec de petites maisons rectangulaires attenantes et des silos utilisés pour stocker les céréales. Les maisons avaient une base en pierre surmontée de briques et d'éléments en bois. Elles étaient dotées d'une cheminée (une reconstitution est présentée au Musée de la comarque de Conca de Barberà (ca), voir image ci-dessous).

## Période romaine
Durant la deuxième guerre punique, une armée de Carthage détruisit Sagonte en 219 av. J.-C. et passa près du village. Il s'agit du premier évènement historique documenté dans la Conca de Barberà. Peu de temps après, l'armée romaine débarqua à Empúries et remporta la bataille de Cissa, leur permettant d'entrer dans les terres.
Après la conquête romaine de la région, le type de céramique utilisé dans le village commença à changer au profit de pièces originaires de la péninsule italienne. Jusqu'à 22 pièces différentes ont été trouvées sur le Pla de Santa Bárbara : assiettes, bols, tasses pour boire et manger. La culture romaine, véhiculée par un nouveau réseau routier, se diffusait rapidement dans toute la région.
À partir de la seconde moitié du IIe siècle, il n'y eut plus d'importations de céramique. Le village ibère fut alors abandonné au profit d'un nouvel habitat, constitué de cités romaines et de villas rurales.

## Moyen-Âge
Les seigneurs locaux construisirent un château au sommet du Pla de Santa Bárbara en utilisant les matériaux de l'ancien village ibère, faisant disparaitre ses traces jusqu'aux fouilles du XXe siècle.